# Wiszegrad (szczyt)
Wiszegrad (bułg. Вишеград) – najwyższy szczyt masywu Sakar w Bułgarii. Wznosi się na wyokość 856 m n.p.m. Zbudowany jest z granitu.